# Arena Petrol
A Celje Arena Petrol Futballstadion Celjében található, Szlovéniában. A stadion az NK CM Celje futballcsapat otthona, valamint 2011 óta a szlovén harmadosztályban játszó NK Šampion futballcsapat otthona is. A stadion ad otthont 2004 óta a Szlovén labdarúgó-válogatottnak is, amikor azok nemzetközi megmérettetéseken vesznek részt. 
Megnyitásakor az Arena Petrol stadion volt Szlovénia legmodernebb futballstadionja. Nevét legfontosabb támogatójáról, a Petrol Csoportról kapta. A stadiont 2003. szeptember 3-án nyitották meg a nagyközönség előtt mindössze egyetlen lelátóval, melynek befogadóképessége 3601 fő volt. A következő években további három lelátóval bővítették a nézőteret, ezért 2008-tól már 13 006 fő befogadására képes a létesítmény, melyből 6556 hely fedett. A pálya mérete 105 méter hosszú és 68 méter széles. A pályát természetes fűtakaró borítja. A stadionban reflektorok és pályafűtés is található.  

## A szlovén labdarúgó-válogatott meccsei
| Dátum                | Meccs                                        | Ellenfél           | Eredmény | Nézőszám |
| -------------------- | -------------------------------------------- | ------------------ | -------- | -------- |
| 2004. március 31.    | Barátságos                                   | Lettország         | 0–1      | 2 300    |
| 2004. szeptember 4.  | 2006-os labdarúgó-világbajnokság-selejtező   | Moldávia           | 3–0      | 4 000    |
| 2004. október 9.     | 2006-os labdarúgó-világbajnokság-selejtező   | Olaszország        | 1–0      | 9 250    |
| 2005. február 9.     | Barátságos                                   | Csehország         | 0–3      | 4 000    |
| 2005. március 26.    | Barátságos                                   | Németország        | 0–1      | 9 200    |
| 2005. március 30.    | 2006-os labdarúgó-világbajnokság-selejtező   | Fehéroroszország   | 1–1      | 8 000    |
| 2005. szeptember 3.  | 2006-os labdarúgó-világbajnokság-selejtező   | Norvégia           | 2–3      | 10 055   |
| 2005. október 12.    | 2006-os labdarúgó-világbajnokság-selejtező   | Skócia             | 0–3      | 9 000    |
| 2006. május 31.      | Barátságos                                   | Trinidad és Tobagó | 3–1      | 2 500    |
| 2006. augusztus 15.  | Barátságos                                   | Izrael             | 1–1      | 3 000    |
| 2006. október 7.     | 2008-as labdarúgó-Európa-bajnokság selejtező | Luxemburg          | 2–0      | 3 000    |
| 2007. március 28.    | 2008-as labdarúgó-Európa-bajnokság selejtező | Hollandia          | 0–1      | 9 520    |
| 2007. június 2.      | 2008-as labdarúgó-Európa-bajnokság selejtező | Románia            | 1–2      | 8 000    |
| 2007. szeptember 12. | 2008-as labdarúgó-Európa-bajnokság selejtező | Fehéroroszország   | 1–0      | 4 000    |
| 2007. október 13.    | 2008-as labdarúgó-Európa-bajnokság selejtező | Albánia            | 0–0      | 4 000    |
| 2007. november 21.   | 2008-as labdarúgó-Európa-bajnokság selejtező | Bulgária           | 0–2      | 3 600    |
| 2013. november 19.   | Barátságos                                   | Kanada             | 1–0      | 2 500    |

## Fordítás
Ez a szócikk részben vagy egészben  az   arena Petrol című angol Wikipédia-szócikk ezen változatának fordításán alapul.  Az eredeti cikk szerkesztőit annak laptörténete sorolja fel. Ez a jelzés csupán a megfogalmazás eredetét és a szerzői jogokat jelzi, nem szolgál a cikkben szereplő információk forrásmegjelöléseként.